# کاسپر تنگستد
کاسپر تنگستد (انگلیسی: Casper Tengstedt؛ زادهٔ ۱ ژوئن ۲۰۰۰) بازیکن فوتبال اهل دانمارک است.
وی همچنین در تیم‌های ملی فوتبال جوانان و زیر ۲۱ سال دانمارک بازی کرده‌است.